# Козьма Минин (газета)
«Козьма Минин» — российская черносотенная газета литературно-политического характера, печатный орган Нижегородского отделения георгиевско-марковского Союза русского народа. Выступала против либеральной идеологии, еврейства, революционеров. Выходила с 1909 по 1917 годы два раза в неделю. Редакторы: 
- В. И. Киселёв,
- Г. Р. Васильев.